# Парамонова, Татьяна Владимировна
Татья́на Влади́мировна Парамо́нова (род. 24 октября 1950 года, г. Москва, СССР) — советский и российский финансист, Исполняющая обязанности председателя Центрального банка Российской Федерации в 1994—1995 годах, первый заместитель председателя Центрального банка Российской Федерации в 1998—2007 годы.

## Краткая биография
Окончила Московский институт народного хозяйства им. Г.В. Плеханова (1972). Кандидат экономических наук, почётный доктор наук Российской экономической академии им. Г. В. Плеханова.
- В 1972 — экономист Москворецкого отделения Госбанка СССР (город Москва).
- В 1972—1983 — экономист, старший экономист, ведущий консультант управления кредитования машиностроительной промышленности Госбанка СССР.
- В 1983—1985 — начальник отдела управления кредитования машиностроительной промышленности Госбанка СССР.
- В 1985—1987 — заместитель начальника управления кредитования машиностроительной промышленности Госбанка СССР.
- В 1987—1990 — заместитель начальника управления денежного обращения Госбанка СССР.
- В 1990—1992 — начальник управления по кассовому исполнению государственного бюджета СССР Госбанка СССР.
- В марте — июле 1992 — вице-президент банка «Петрокоммерц».
- В 1992—1994 — заместитель председателя Банка России.
- В 1994—1995 — и. о. председателя Центрального банка России. Управляющий от Российской Федерации в Международном валютном фонде и Европейском банке реконструкции и развития.
- В 1995—1997 — заместитель председателя Банка России.
- В 1997 — первый заместитель председателя правления Элбим-банка.
- В 1997—1998 — председатель совета директоров Элбим-банка.
- С сентября 1998 до сентября 2007 — первый заместитель председателя Банка России. Заместитель управляющего от Российской Федерации в Международном валютном фонде (с августа 2000).
- С 28 января 2009 по 29 декабря 2015 — генеральный директор страхового общества «ЖАСО».
- С конца 2015 года по 2017 год — советник Председателя правления страховой группы СОГАЗ[1].

Автор более 120 научных статей.

## Награды
- Орден Почёта (2000)[3]
- Заслуженный экономист Российской Федерации (1999)[4]
- Лауреат Национальной премии общественного признания достижений женщин «Олимпия» Российской Академии бизнеса и предпринимательства в 2003 и 2012 годах[5].
- Лауреат национальной премии бизнес-репутации «Дарин» Российской Академии бизнеса и предпринимательства в 2000 г.
- Лауреат премии «Золотой Феникс-2012» в номинации «Руководитель года»[6].

## Цитаты
- «Нужно придерживаться фактов, а не мнений» (Т. В. Парамонова)
- «Воистину скала. Один из самых жестких и дальновидных российских банкиров. Она и Геращенко — своеобразный коммерческий „Твикс“, дракон о двух головах» (журнал «Лица», 2000)